# Mychajliwka (hromada Nowohrodiwka)
Mychajliwka (ukr. Михайлівка) – wieś na Ukrainie, w obwodzie donieckim, w rejonie pokrowskim, w hromadzie Nowohrodiwka. W 2001 liczyła 1269 mieszkańców.